# Maskowanie strategiczne
Maskowanie strategiczne – ogół przedsięwzięć maskowania mający na celu ukrycie przygotowania operacji strategicznej, kampanii, a także dezorientację przeciwnika co do zamiarów rzeczywistych wojsk własnych. . Przedsięwzięcia maskowania wykonuje się na podstawie planu maskowania frontu (grupy armii).
Maskowanie strategiczne obejmuje skoordynowane działania, mające na celu wprowadzanie w błąd najwyższych organów kierowania i dowodzenia przeciwnika odnośnie: 
- aktualnego stanu przygotowań obronnych państwa
- zamiaru prowadzenia działań militarnych
- ukrycia ważnych obiektów (w tym elementów systemu kierowania i dowodzenia rozwiniętych na obszarze kraju)
- kierowanie uwagi przeciwnika na przedsięwzięcia i obiekty drugorzędne lub pozorowane.

Jest przedsięwzięciem długofalowym, obejmującym nie tylko resort obrony narodowej lecz równie właściwe instytucje rządowe i samorządowe. W siłach zbrojnych realizowane jest w dwóch obszarach:	maskowania działalności sił zbrojnych i maskowania wojskowej infrastruktury obronnej.
We współczesnych działaniach maskowanie strategiczne musi być prowadzone stale i w każdej sytuacji przez związki operacyjne, rodzaje wojsk i służb.